# Encyklopedia powszechna kieszonkowa
Encyklopedia powszechna kieszonkowa – jednotomowa, polska encyklopedia ogólna, która została wydana w latach 1887–1891 w Warszawie przez Wydawnictwo Jana Noskowskiego .

## Opis
Pełny dziewiętnastowieczny tytuł wydawnictwa brzmiał "Encyklopedya powszechna kieszonkowa wraz ze słownikiem wyrazów obcych w języku polskim używanych". Wychodziła w zeszytach zszywanych później w jeden tom. Zawiera 2044 strony oraz 52 tablice z czarno-białymi ilustracjami, schematami i rysunkami. Jej treść została ocenzurowana przez carski urząd. Format 10×15 cm .